# Gare de Romilly-sur-Seine
Gare de Romilly-sur-Seine vasútállomás Franciaországban, Romilly-sur-Seine településen.

## Vasútvonalak
Az állomást az alábbi vasútvonalak érintik:
- Párizs–Mulhouse-vasútvonal

## Kapcsolódó állomások
A vasútállomáshoz az alábbi állomások vannak a legközelebb:
- Gare de Nogent-sur-Seine
- Gare de Troyes